# Club Balonmano Eón Alicante/Statistik
Dies ist ein Unterartikel zu Club Balonmano Eón Alicante und enthält Statistiken und Kader zu diesem spanischen Handballverein.

## Spielzeiten

### 2025/2026
Die Mannschaft spielt in der im Sommer 2025 beginnenden Saison 2025/2026 erstmals in der División de Honor (1. Liga).
Team:
- Tor: Flavio Wick, Roberto Domènech[3]
- Außen: Fabio Teixeira, Jorge Laredo Alonso, Xabier Barreto Usabarrena, Lautaro Robledo, Yanis Ramírez Pérez
- Rückraum: Augusto Moreno de la Santa Jiménez, Eduardo Escobedo, Javier Rodríguez Moya, James Lewis Parker, Julen Urruzola, Darko Dimitrievski, Borja Méndez Pan, Ander Torriko, Aaron Gutiérrez Barquero
- Kreis: Ožbej Šilc, José Oliver,[4] Iván José Montoya Martínez,[5]
- Trainer: Fernando Latorre Gomis
- Zugänge: Flavio Wick (Wacker Thun), Borja Méndez Pan (Viveros Herol BM Nava),[6] José Oliver (BM Benidorm),[7] Lautaro Robledo (Viveros Herol BM Nava),[8] Eduardo Escobedo (Trops Málaga),[9] Fabio Teixeira (UD Ibiza-Eivissa),[10] Augusto Moreno de la Santa Jiménez (Caserío Ciudad Real),[11] Javier Rodríguez Moya (UBU San Pablo Burgos),[12] Jorge Laredo Alonso (CD Agustinos Alicante),[13] Yanis Ramírez Pérez (BM Gáldar),[14] Ožbej Šilc (2. Mannschaft),[15] Roberto Domènech (BM Benidorm),[16] Iván José Montoya Martínez (Fraikin BM. Granollers),[17]
- Abgänge: Josu Arzoz (Helvetia Anaitasuna), Alberto González Macia (?), Carlos Fernández Sánchez (?), Dídac Talens Albero (?), Cauê Silva Martins de Souza (BM Ciudad de Málaga),[18] Diego Vera Chaves (BM Guadalajara), Karlos Rubio Carpena (Handbol Club Eivissa), Lorenzo Poyato Botella (?), Gabriel Navarro Simón (BM OAR Coruña), Santiago Baronetto, Agustín Forlino Couly

### 2024/2025
Die Saison 2024/2025 spielte der Verein unter dem Sponsorennamen ID Energy Caserío in der División de Honor Plata (2. Liga). Das Team belegte den 1. Platz mit 49 Punkten aus 24 Siegen, einem Unentschieden und fünf Niederlagen bei einem Torverhältnis von 962:829 (+ ) Als Erstplatzierter stieg der Verein in die División de Honor, die erste Liga, auf.
In der Copa del Rey war die Mannschaft in der 3. Runde gegen den Erstligisten Bada Huesca ausgeschieden.
Team:
- Tor:  Lorenzo Poyato Botella, Agustín Forlino Couly, Alejandro Fernández Pérez
- Außen: Santiago Baronetto, Carlos Fernández Sánchez, Xabier Barreto Usabarrena, Alberto González Macia
- Rückraum: Cauê Silva Martins de Souza, Karlos Rubio Carpena, Ander Torriko, Gabriel Navarro Simón, James Lewis Parker, Dídac Talens Albero, Aaron Gutiérrez Barquero, Darko Dimitrievski, Julen Urruzola
- Kreis: Josu Arzoz, Diego Vera Chaves, Gerardo Melero Amoros
- Trainer: Fernando Latorre Gomis
- Zugänge:  James Lewis Parker (Al Gharafa), Ander Torriko (Helvetia Anaitasuna), Josu Arzoz (Leihe, Helvetia Anaitasuna), Carlos Fernández Sánchez (BM Ciudad Encantada), Diego Vera Chaves, Agustín Forlino Couly (BM Zamora), Cauê Silva Martins de Souza (Praia Clube, ab Januar 2025)
- Abgänge: